# 後期ウェストサクソン方言
後期ウェストサクソン方言（こうきウェストサクソンほうげん）は、古英語の四方言の一つであるウェストサクソン方言のうち10世紀以後のものをいう。当時に勢力のあったウェセックス王国で用いられる方言が公用語の地位にあり、現存する書物はたいがいウェストサクソン方言である。ベーオウルフやユディスにも筆写のときにウェストサクソン方言の語形に書き換えた痕跡がある。
言語の発達段階として初期ウェストサクソン方言と後期ウェストサクソン方言に分かれている。
初期のウェストサクソン方言のうち、最古のものはアルフレッド大王の時代になる。それから11世紀には後期ウェストサクソン方言へと変わっていった 。
この後期ウェストサクソン方言が英語で最も古く『標準化』した言語となり、当時のウェセックスの首都ウィンチェスターの僧院を中心にして南西部イングランドに広まった事から「ウィンチェスター・スタンダード(Winchester Standard)」と呼ばれる。しかしながら各地域ではいまだ違う様々な方言で話されてはいたが、ウェストサクソン方言は記述に用いる言葉として尊重される存在となった。当時広く知られた詩の全てがこの方言で書かれ、その中にはベーオウルフなどの現在でも有名なものも含まれている。すなわち、もともと両者とも違う古英語の方言で語られたものであったが、後世にこのウェストサクソン方言で翻訳されて現在に残された経緯となっている。
しかしながら1066年にノルマンコンクエストでイングランドにノルマン人の王が就くと、この方言は使われなくなった。アングロサクソン人司祭にノルマン人の司祭が入れ替わり、書籍も従来の古英語からラテン語の書籍が入り、ウェストサクソン方言に書写する必要がなくなってきた。そしてラテン語が僧院における「本格的な記述を行う言語」となり、アングロノルマン語が貴族たちの言葉として使われ、12世紀半ばまでにはこのウェストサクソン方言を含む古英語の記述物は遠い過去の存在となってしまった。

## 訳注
1. ↑  Old English Plus. "Appendix 1." Archived 2007年8月15日, at Archive.is